# Jean Planté
Pas d'image ? Cliquez ici

a Compétitions nationales et continentales officielles uniquement.

b Matchs officiels uniquement.
Jean Planté, né le 23 août 1934 à Villeneuve-sur-Lot et mort le 30 décembre 2010 à Pujols, est un joueur de rugby à XIII dans les années 1950 et 1960 évoluant au poste de pilier.
Il fait une partie de sa carrière au sein du club de Villeneuve-sur-Lot dans les années 1950 et 1960 avec lequel il remporte le Championnat de France en 1964 et la Coupe de France en 1964 aux côtés de Jacques Merquey, Jean-Pierre Clar, Christian Clar et Jacques Dubon.
Il connaît par ailleurs une sélection en équipe de France le 5 mars 1966 contre la Grande-Bretagne dans une rencontre victorieuse 8-4.

## Biographie
Son fils, Bertrand Planté, est également joueur de rugby à XIII et international français.

## Palmarès
- Collectif :
  - Vainqueur du Championnat de France : 1964 (Villeneuve-sur-Lot).
  - Vainqueur de la Coupe de France : 1964 (Villeneuve-sur-Lot).
  - Finaliste du Championnat de France : 1962 et 1965 (Villeneuve-sur-Lot).
  - Finaliste de la Coupe de France : 1966 (Villeneuve-sur-Lot).

### Détails en sélection
| 1. | 5 mars 1966 | Grande-Bretagne | 8-4 | Test-match | Pilier | - | - | - | - |